# Antóny Béla
Dr. Antóny Béla (Belényes, 1880. február 6. – Esztergom, 1971. szeptember 14.) ügyvéd, politikus, Szentendre, majd Esztergom város polgármestere, újságíró.

## Élete
A középiskolát a erdélyi Szászvárosban végezte, a Kun Kocsárd Gimnáziumban, majd jogi egyetemre ment előbb Kolozsvárra, majd a fővárosba, ahol diplomázott. Fiatal korában vívott és atletizált is, az egyetemen pedig a kolozsvári Ellenzék című lap munkatársa volt. Az egyetem után megszerezte az ügyvédi oklevelét, majd Szentendrén nyitotta meg ügyvédi irodáját. 1912-ben otthagyta praxisát, mert a város polgármesterévé választották, amely tisztét 1915 végéig töltötte be. Innen Esztergom polgármesteri székébe távozott.
Esztergomi munkáját nagy lendülettel és nagy tervekkel kezdte meg, ám e tervek megvalósítását nagyban hátráltatta a trianoni békeszerződés és a korona inflációja. Hivatala idején állandóvá váltak a pártpolitikai összecsapások, sőt, Antóny hatáskörét is korlátozták, ami szinte már csak az adminisztrációra terjedt ki. 1925 októberében Esztergom városa is részesült a New York-i székhelyű Speyer-bankháztól felvett kölcsönből 225.000 dollár értékben. Ebből a pénzből megindult a csatornázás és a főút kövezése. Ezek kivitelezése azonban nem volt kellően körültekintő, így a város újabb kölcsönök felvételére szorult. A visszafizetési kötelezettségek, a kamatterhek és a városvezetés költségei csakhamar Esztergom teljes eladósodásához vezettek. Így került sor az újabb Speyer kölcsön felvételére, ami 120.000 dollárra rúgott. Azonban Antóny olyan beruházásokba fogott, amik nem hoztak jövedelmet, így léptem-nyomon újabb kölcsönökhöz folyamodtak. 1925-ben a turizmus fejlesztése érdekében rendbe hozatta a Kis-Duna sétányt, és további terve volt a Szentendrei HÉV Esztergomig való meghosszabbíttatása, ám ez utóbbi nem valósulhatott meg. A kilátástalan gazdasági helyzetben az egyházzal is elmérgesedett a viszony, mert Antóny és Csernoch János bíboros prímás-érsek egymásra mutogattak a város cserbenhagyásának vádjával. Ekkor már Huszár Aladár főispán is elmarasztalta Antónyt a rossz gazdálkodás és az ellenőrzés hiánya miatt. E fenntarthatatlan állapotok előbb Huszár főispán lemondásához vezettek, majd pedig Antóny polgármestert mondatták le és helyezték nyugdíjba 1931. december 1-jén.
Nyugdíjazása után félbehagyott ügyvédi praxisához tért vissza, amit egészen 1957-ig folytatott. Ekkor politikai nézetei miatt kizárták az Ügyvédi Kamarából.
Polgármestersége mellett a pártpolitikában is érdekelt volt és közéleti tevékenységet is folytatott, újságíróskodott. A Keresztény Szocialista Országos Szövetség főtitkára és lapjuk szerkesztője volt, kiadó tulajdonosa és főszerkesztője volt továbbá a Szentendre és Vidéke című lapnak, szerkesztője és írója volt az Esztergom és Vidéke című lapnak. Tagja volt a Magyar Turista Egyesületnek, melynek esztergomi csoportjánál elnöki tisztet töltött be, tagja volt továbbá az esztergomi Turista Dalárdának, a Magyar Társadalomtudományi Társaságnak, a Természettudományi- és Földrajzi Társaságnak, a Magyar Férfiak Szent-Korona Szövetségének, a Magyar Országos Véderő Egyesületnek, elnöke volt az Esztergomi Katolikus Körnek. Több cikket publikált szentendrei és esztergomi lapokban.
1945 után is tevékenyen részt vett az Független Kisgazda-, Földmunkás- és Polgári Párt országgyűlési választásán, több Esztergom környéki településen is mondott választási beszédet. Egy alkalommal Tatán volt egy országos vezetőségi találkozó, ezen Dobi István, a későbbi Elnöki Tanács Elnöke, mint Kisgazdapárti vezető is részt vett. Antóny Esztergomban köztiszteletnek örvendett, sokat járt kirándulni Dömösre, Pilismarótra, Dobogókőre. Támogatta a turizmust, részben az ő kezdeményezésére épült az esztergomi Vaskapu turistaház.

### Családja
Első felesége Kovács Margit, ebből a házasságból két gyermek született, Béla és Margit, Béla az 1970-es években Angliában, Margit 2006-ban Nagymaroson halt meg. Második felesége Halmos Anna (1896–1968) esztergomi születésű tanárnő, gyermekeik Gábor (1937), Ildikó (1939) és Balázs (1941–2000).